# Dan Gertler
Dan Gertler (Hebreeuws: דן גרטלר) (23 december 1973) is een Israëlische miljardair en ondernemer in natuurlijke hulpbronnen, oprichter en president van de DGI (Dan Gertler International) Group of Companies. Hij bezit diamant- en kopermijnbelangen in de Democratische Republiek Congo (DRC) en investeerde in ijzererts, goud, kobalt, olie, landbouw, en het bankwezen. 
Bij het verschijnen van de Panama Papers schreef de Franse krant Le Monde over hem: “Dan Gertler, koning van Congo en Offshore. Zijn fortuin rust in belastingparadijzen, maar zijn belangen liggen in Congo, waar hij floreerde in de schaduw van vader en zoon Kabila.” Forbes raamde zijn fortuin in 2015 op $1,26 miljard dollar. 
Volgens het NGO-platform Le Congo n’est pas à vendre (CNPAV) zou Congo (DRC) tussen 2003 en 2021 minstens 1,95 miljard dollar zijn misgelopen door de deals tussen de staat en Gertler, die door zijn nauwe banden met Kabila opereerde als tussenpersoon voor internationale mijnbedrijven. Bij de deals was ook de Afrikaanse bank BGFIBank betrokken, zoals bleek uit de Congo Hold-up revelaties.
Op 20 december 2017 werden zijn bezittingen in de Verenigde Staten bevroren wegens corruptie en schending van mensenrechten.
- Virtual International Authority File: 3477157416832016710005